# 爪刀

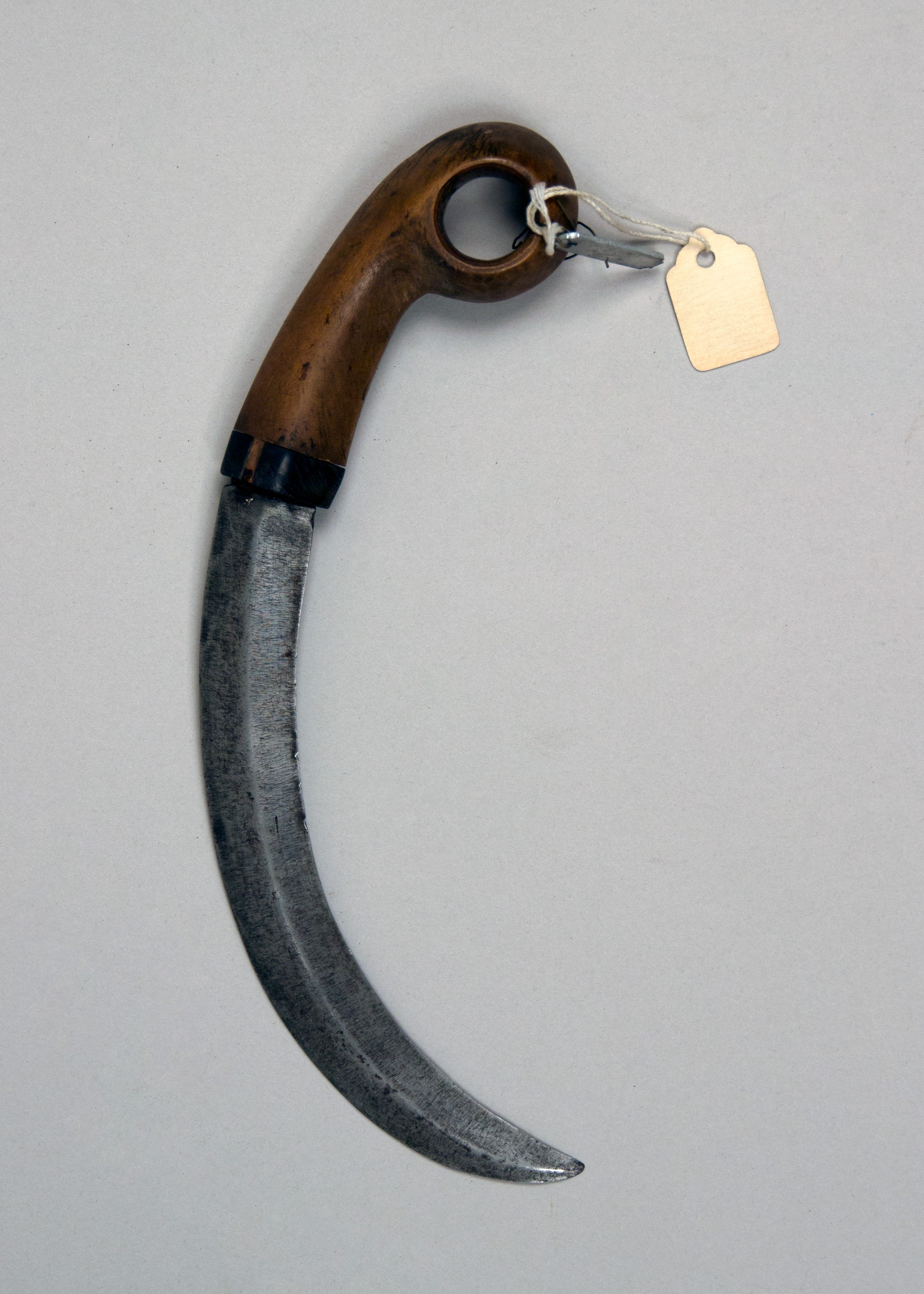
爪刀

爪刀，又稱虎爪刀、鷹爪刀、菲律賓尖。起源於東南亞的一種刀具，因攜帶方便它的作用大多數為防身，現在的爪刀則演變成有各種不同的花式技巧，比起其他的刀具爪刀的外型較為特殊，爪刀的刀型為圓弧，握把有指環，因此可以讓使用者更加靈活的去操作。

## 歷史
爪刀是一种在古代印尼和马来亚流行的个人随身刀具，从Vajrayana王朝一直流传。爪刀已经成为这种弯曲刀刃风格的代称，它不仅适合防身，更可胜任日常工作。但不知道谁设计了它，但多个世纪以来，爪刀一直是古老村庄居民的亲密同伴，尽管对外面的世界来说它仍然是一个秘密。
爪刀(Karambit)是印度尼西亚、马来西亚，菲律宾等地方的特色刀具，发源地是印度尼西亚的巴厘岛。这款刀具本来是农具，不过在日常使用种逐渐演化为工具和刀具两用的产品。爪刀为一尖锐弯曲的刀具，通常为双刃，当用标准保持方法保持的时候，刀具可以延长到手的底部, 以刀尖向前。因为爪刀的设计特点，他的切开和切割能量非常的强硬，可以给对方造成相对大的切口，同时，虽然刀具的刃长度有限，不过他的尾指环可以保证使用时候不轻易脱手。

## 流行文化

### 電影
- 全面突襲2：拳力進擊

### 電子遊戲
- 反恐精英：全球攻勢 (Counter-Strike: Global Offensive) - 出現的一把近戰武器
- 世紀帝國II：拉者崛起 (Age of Empires II: Rise of the Rajas) - 馬來文明的特殊單位，爪刀勇士使用的武器。
- 毒蛇部隊 (Black Squad) - 出現的一把近戰武器包含黃金版
- 縱橫諜海：黑名單（Tom Clancy's Splinter Cell: Blacklist） - 主角山姆·費雪的近戰武器。
- 虹彩六號：圍攻行動（Tom Clancy's Rainbow Six Siege）- 山姆·費雪使用代號「Zero」，擔任起虹彩六號的高級教官，在遊戲中以進攻方成員登場。近戰武器則是沿自縱橫諜海：黑名單起使用的爪刀。
- 特戰英豪 (Valorant) - 造型紫金2.0系列中的近戰武器爪刀以及冠軍套組中的爪刀。
- 生化危機 村莊 -